# NCSM Iroquois (G89)
Pour les articles homonymes, voir Iroquois et NCSM Iroquois.
Le NCSM Iroquois est un destroyer canadien de la classe Tribal qui participa aux opérations navales dans la Manche contre la marine Allemande pendant la seconde Guerre mondiale et en opération de soutien naval pendant la guerre de Corée.
Le NCSM Iroquois a été le premier des 2 destroyers de la Marine royale canadienne à porter ce nom. Il a été nommé d'après le peuple Iroquois, une des Premières nations originaires du Canada. Il est également le premier destroyer en service de la classe Tribal.
Les deux premiers navires de la classe Tribal ont été mis sur quille comme le NCSM Iroquois et le NCSM Athabaskan mais la fabrication de l'Iroquois a été retardé à la suite de bombardements aériens alors qu'il était encore en chantier. L'Athabaskan a donc été renommé Iroquois et lancé en tant que navire de tête tandis que l'Iroquois d'origine a été lancé sous le nom d'Athabaskan.
Sa quille est posée le 19 septembre 1940 au chantier naval Vickers-Armstrongs de Newcastle upon Tyne, en Angleterre. Il est lancé le 30 novembre 1942 et mis en service le 3 février 1943 pour le compte de la Royal Canadian Navy sous le Pennant number G86.
Il est retiré du service active le 22 février 1946, mais à la suite de la guerre de Corée, il est réactivé en octobre 1951 sous le pennant number DDE216.

Il est désarmé le 24 octobre 1962 et démoli en 1966.

## Design et description
La classe Tribal a été conçu pour combattre des destroyers lourdement armés d'autres marines, comme la classe japonaise Fubuki. Le Canada a choisi la conception en fonction de son armement, la taille et la puissance de la classe Tribal leur permettant d'agir plus comme de petits croiseurs que comme des destroyers de flotte. L'Iroquois fait partie du premier lot de destroyers de la classe Tribal commandés par la MRC en 1940-1941. Ils ont été commandés avec des systèmes de ventilation et de chauffage modifiés pour le service hivernal de l'Atlantique Nord. Des modifications de conception ont été apportées après la constatation de déficiences sur l'Iroquois, le navire de tête de la classe Tribal canadien.
L'Iroquois, en tant que l'un des destroyers de classe Tribal de construction britannique, mesure 102,26 m de long entre les perpendiculaires et 115 m de longueur hors-tout avec un maître-bau (largeur) de 11,13 m et un tirant d'eau de 4,0 m. Au fur et à mesure de sa construction, le destroyer déplace 1 958 t standard et 2 789 t à pleine charge,. L'Iroquois a un effectif de 14 officiers et 245 hommes d'équipage.
Le destroyer est propulsé par deux arbres entraînés par deux turbines à engrenages Parsons alimentées par de la vapeur créée par trois chaudières à trois cylindres de type Admiralty. Cela créé 44 000 chevaux (33 000 kW) et donne au navire une vitesse maximale de 36,5 nœuds (67,6 km/h). Le destroyer pouvait transporter 513–524 t de mazout.
Au fur et à mesure de sa construction, l'Iroquois est équipé de six canons Mk XII de 4,7 pouces (119 mm) à tir rapide placés dans trois tourelles jumelles, désignées « A », « B » et « Y » de la proue à la poupe. Les tourelles sont placées sur des supports à 40° avec des boucliers à dos ouvert. Le navire a également une tourelle jumelle de canons QF 4 pouces (102 mm) Mk XVI en position « X »,. Pour l'armement anti-aérien secondaire, le destroyer est équipé de quatre canons "pom-pom" de 2 livres montés sur un seul appareil. Le navire est également équipé de quatre tubes lance-torpilles de 21 pouces (533 mm) pour les torpilles Mk IX.

## Construction et carrière
L'Iroquois a été commandé le 5 avril 1940 dans le cadre du programme de construction navale de 1940. Le destroyer a été posé le 19 septembre 1940 par les chantiers Vickers-Armstrong à Newcastle upon Tyne au Royaume-Uni et lancé le 23 septembre de l'année suivante. L'Iroquois a été initialement défini comme NCSM Athabaskan. Cependant, en raison des dommages causés par les bombes, l'Athabaskan et son sister-ship l'Iroquois ont changé de nom afin de s'assurer que l'Iroquois soit d'abord mis en service en premier. Il a été mis en service dans la Marine royale canadienne à Newcastle on Tyne le 30 novembre 1942. Le destroyer n'a été achevé que le 30 janvier 1943.
Après son achèvement, l'Iroquois a commencé des essais en mer, subissant des dommages causés par les tempêtes près des îles Féroé, qui comprenaient une quille pliée et des réparations nécessaires. D'autres essais se sont poursuivis en mer du Nord jusqu'en mai 1943, date à laquelle il est parti pour Plymouth. De là, le destroyer a été utilisé comme escorte de convoi pour les convois vers Gibraltar. Le 11 juillet, trois Focke-Wulf Fw 200 Condor de l'unité Kampfgeschwader 40 ont attaqué un convoi de transport de troupes à l'ouest de Porto, dans le golfe de Gascogne. L'Iroquois a été attaqué par un avion, manquant le destroyer avec ses bombes à 180 mètres à l'arrière. L'avion allemand a frappé le SS California et le SS Duchess of York qui ont été abandonnés. L'Iroquois a sauvé 628 survivants du SS Duchess of York. Le 19 juillet, un événement qualifié d'incident dans les rapports officiels a eu lieu où, selon l'enquête qui a suivi, une grande partie de la compagnie du navire a refusé d'exercer ses fonctions,. L'Iroquois faisait partie des destroyers déployés pour couvrir les forces d'escorte qui attaquaient les sous-marins U-Bootes dans le golfe de Gascogne du 12 juin au 2 août 1943.

### Opérations dans le Nord
Après son retour au Royaume-Uni, l'Iroquois est affecté à des convois d'escorte en direction de l'Union soviétique au cours des mois suivants. Du 1er au 11 octobre, l'Iroquois et les destroyers NCSM Huron et HMS Onslaught transportent des fournitures à Mourmansk pour les escortes qui y sont restées en été. À partir de novembre, l'Iroquois fournit un soutien aux convois russes, à commencer par le convoi JW 54A du Loch Ewe du 18 au 24 novembre et le convoi RA 54B de Molotvsk le 28 novembre. Fin décembre, l'Iroquois escorte le convoi JW 55B. Il fait l'objet d'une attaque aérienne le 23 décembre, mais n'a pas été épargné. Le convoi navigue en tant que leurre pour le cuirassé allemand Scharnhorst, qui est coulé par les forces britanniques le 26 décembre. Le 31 décembre, le navire de guerre fait partie de l'escorte du RA 55B qui quitte Kola Inlet le 31 décembre et atteint le Loch Ewe le 8 janvier sans perte.

### LaMancheet la fin de la guerre
En février 1944, l'Iroquois navigue vers Halifax pour subir un radoub qui le gardera hors de combat jusqu'au début de juin,. Il retourne au Royaume-Uni et est affecté à la 10e flottille de destroyers en préparation de l'invasion de la Normandie. Après le jour J, il effectue des patrouilles dans la Manche et du golfe de Gascogne. Au cours de cette période, l'Iroquois participe à de nombreuses opérations, dont l'Opération Kinetic, dont l'objectif est d'éliminer la marine allemande le long des ports de l'Atlantique français, en participant à trois actions, dont la bataille de la baie d'Audierne en août 1944.
Le 5 août 1944, une force comprenant le croiseur léger HMS Bellona et les destroyers HMS Tartar, HMS Ashanti, NCSM Haida et l'Iroquois engage et coule les dragueurs de mines allemands M 263 et M 486, le patrouilleur V 414, le remorqueur côtier Otto à partir d'un convoi allemand au nord de l'Île d'Yeu. L'Iroquois est responsable du naufrage de deux des navires. 

Le 14 août, l'Iroquois rejoint le destroyer HMS Ursa et le croiseur HMS Mauritius pour attaquer une force allemande au large des Sables d'Olonne et coule le Sperrbrecher 157; ils endommagent également gravement le M 275 et fait échoué le M 385. Les 22 et 23 août, le HMS Mauritius, HMS Ursa et l'Iroquois coulent les V 702, V 717, V 720, V 729 et V 730 au large d'Audierne. Le destroyer a continué de patrouiller dans le golfe de Gascogne et dans la Manche jusqu'en octobre 1944, date à laquelle il est transféré à Scapa Flow.
L'Iroquois rejoint la Home Fleet en mars 1945 à Scapa Flow. Le navire fait partie de la force de contrôle des porte-avions le 19 mars et de nouveau le 24 mars, qui effectuaient des frappes aériennes le long de la côte norvégienne. Il escorte ensuite un autre convoi vers l'Union soviétique. Le 16 avril, l'Iroquois part dans le cadre de l'escorte du convoi JW 66. 

Du 29 avril au 2 mai, l'Iroquois participe à la dernière bataille de convoi de la guerre dans le cadre de l'escorte du convoi RA 66. L'Iroquois et le NCSM Haida évitent des torpilles lors d'une attaque ratée de l'Unterseeboot 427 (U-427). Ils ont à leur tour poursuivi le sous-marin dans lequel, à la fin de l'engagement, 678 explosions de grenades anti-sous-marines ont été comptabilisées sans couler le sous-marin. L'Iroquois est resté dans les eaux britanniques jusqu'à la capitulation allemande.
Après la capitulation, l'Iroquois fait partie du retour du prince héritier Olav de Norvège après sa libération. Il navigue ensuite vers Copenhague où il escorte le croiseur lourd allemand Prinz Eugen et le croiseur léger allemand Nürnberg jusqu'à leur reddition formelle,.
Le destroyer revient au Canada et commence un radoub de tropicalisation qui est interrompu lors de la capitulation du Japon. L'Iroquois est ensuite désarmé le 22 février 1946.

### Guerre froide
À partir de 1947, l'Iroquois subit une conversion en escorteur de destroyer, le premier de sa classe à subir ces modifications. Les changements impliquaient son armement principal de 4,7 pouces qui a été remplacé par des canons de 4 pouces dans les positions de tourelle « A » et « B » ; dans le « X », un double support de canon de 3 pouces (76 mm)/50 calibres a été installé et sur le site « Y », deux mortiers anti-sous-marins Squid ont été installés. D'autres modifications comprenaient un treillis en aluminium avec un nouveau radar,. L'Iroquois est équipé de radars de type 275, SPS-10, SPS-6, de type 293 et 262 et de sonars de type 140 et 174. Il est sorti de son radoub le 24 juin 1949 et a été remis en service comme navire-école avec le capitaine de corvette T. C. Pullen aux commandes. Il a été renuméroté DDE217.
Le 21 octobre 1951, le commandant William Landymore assume le commandement du navire en tant que navire régulier de la Marine royale canadienne. L'Iroquois sert au large de la Corée pendant la guerre de Corée, commandée par Landymore. L'Iroquois quitte Halifax le 21 avril 1952 et arrive sur son théâtre d'opération pour remplacer le NCSM Cayuga le 12 juin. Sa première mission a été le filtrage des transporteurs sur la côte ouest coréenne. Pendant la majorité de 1952, l'Iroquois soutient la campagne de l'île au large de la côte ouest. Le 2 octobre, l'Iroquois, de concert avec le USS Marsh, bombarde une ligne de chemin de fer sur la côte est au sud-ouest de Songjin lorsqu'il est touché par un obus sur le côté tribord à côté du canon « B ». Deux hommes sont tués et onze blessés, dont un décède des suites de ses blessures. Le destroyer reste en poste pendant deux semaines avant de retourner à Sasebo. Ce sont les seules victimes de la Marine royale canadienne pendant la guerre. L'Iroquois escorte le porte-avions HMS Glory et un patrouilleur côtière sur la côte ouest avant de naviguer vers le Canada le 26 novembre. Il est remplacé par le NCSM Athabaskan. L'Iroquois revient à Halifax le 8 janvier 1953.
L'Iroquois navigue vers la Corée le 29 avril 1953 et arrive sur le théâtre le 18 juin 1953, le destroyer est retourné dans la région de Chodo pour soutenir la campagne de l'île au large de la côte ouest. Le destroyer a soutenu la campagne de l'Île dans la région de Haeju et effectué des missions de filtrage avec des transporteurs au large de la côte ouest avant la fin des hostilités le 29 juillet 1953. Après la fin des hostilités, l'Iroquois est déployé pour évacuer les îles qui avaient été restituées à la Corée du Nord lors de l'armistice et a achevé la première patrouille post-armistice. Le 1er novembre 1953, le capitaine de corvette S. G. Moore prend le commandement du navire. L'Iroquois est resté sur le théâtre jusqu'au 1er janvier 1954. Le destroyer est revenu à Halifax le 10 février 1954 via le canal de Suez, faisant le tour du globe dans le processus. L'Iroquois a effectué une autre patrouille post-armistice au large des côtes coréennes, quittant Halifax le 1er juillet 1954 et arrivant en Corée le 22 août. Le navire a quitté le théâtre le 26 décembre et est retourné à Halifax via à nouveau le canal de Suez le 19 mars 1955. L'Iroquois a fait le tour du globe une deuxième fois à son retour à Halifax.
L'Iroquois reprend son rôle de formation et y reste jusqu'en 1962. L'Iroquois est désarmé à Halifax le 24 octobre 1962 et muté à Sydney. En 1966, le navire est transporté à Bilbao, en Espagne, et démoli en septembre de la même année,.

## Insigne du navire
L'insigne du navire est décrit comme un blason ou, la tête d'un brave iroquois, coupée à la base du cou, correctement colorée et portant deux plumes d'aigle dans les cheveux et un pendentif en or à l'oreille. Au cours de la Seconde Guerre mondiale et jusqu'en 1948, lorsque des badges officiels ont été créés pour la Marine royale canadienne, les Iroquois arboraient une crête non officielle. Cette crête consistait en un brave iroquois, rouge, dessinant un arc sur fond noir. Au-dessous du guerrier se trouvait la devise du navire "Ongwanonsionni" qui se traduit par "implacable à sa poursuite". Au-dessus du guerrier se trouvait une couronne de navire.